# 지품국민학교 속곡분교
지품국민학교 속곡분교는 대한민국 경상북도 영덕군에 있었던 공립 초등학교이다.

## 학교 연혁
- 일자미상 속곡분교장 설립 인가
- 1965년 6월 20일 지품국민학교 속곡분교 개교
- 1992년 3월 1일 폐교 및 지품국민학교 통폐합

## 참고 자료
- 지품국민학교속곡분교장 - 한국교육학술정보원 학교알리미